# شهباز گیرا
شهباز گیرا یا شهباز فریبا (نام علمی: Tachyspiza quartus) گونهٔ بومی جزیره کالدونیای جدید در ملانزی در منطقه جنوب غربی اقیانوس آرام بود. این از استخوان‌های زیرفسیلی یافت‌شده در پایگاه دیرینه‌شناسی غارهای پیندای در ساحل غربی گراند تره توصیف شد. نام لاتین quartus به معنای «چهارم» است چون این چهارمین گونه Accipiter ثبت‌شده از کالدونیای جدید بود. شهباز گیرا کوچک‌تر و بسیار کمتر از همتای امروزین خود شهباز نیرومند بود که بقایای آن نیز در همان محل یافت شد.